# Krananda
Krananda là một chi bướm đêm thuộc họ Geometridae.

## Loài
Chi này gồm các loài sau:
- Krananda diversa Warren, 1894
- Krananda extranotata Prout, 1926
- Krananda latimarginaria Leech, 1891
- Krananda lucidaria Leech, 1897
- Krananda nepalensis Yazaki, 1992
- Krananda oliveomarginata C. Swinhoe, 1894
- Krananda orthotmeta Prout, 1926
- Krananda peristena Wehrli, 1938
- Krananda postexcisa (Wehrli, 1924)
- Krananda semihyalina Moore, 1868